# Westerwälder Seen

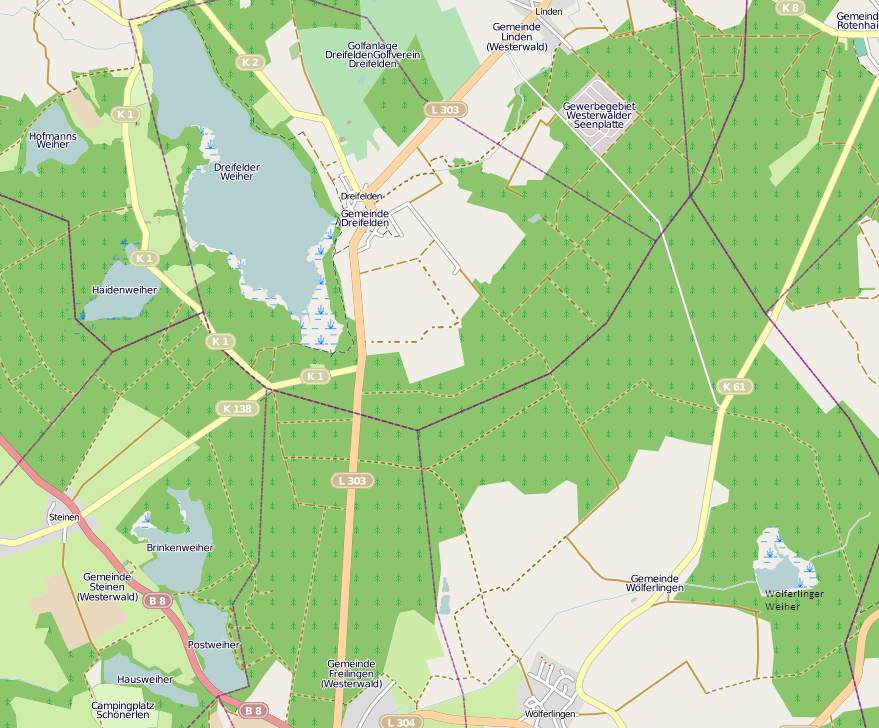
Kaart van de Westerwälder Seenplatte en haar meren

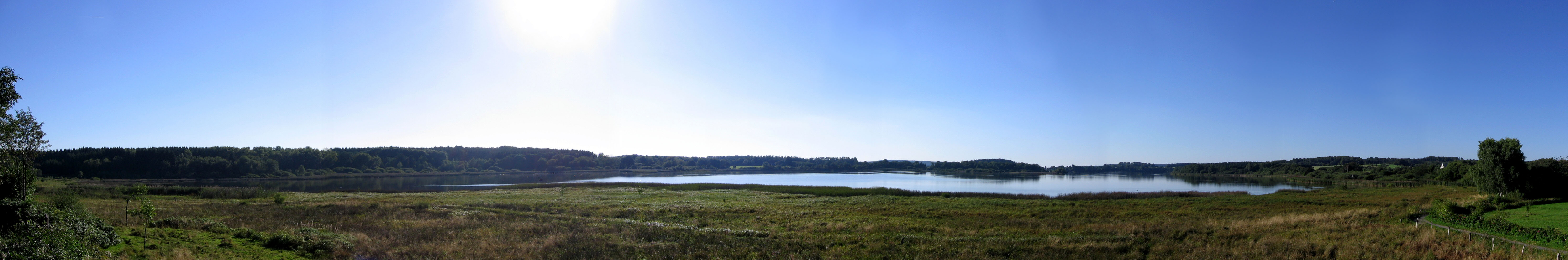
De Dreifelder Weiher

De Westerwälder Seen is een bovenbegrip voor verschillende kleine meertjes in het midden van het laaggebergte het Westerwald in de Duitse bondsstaat Rijnland-Palts. De meren liggen op het Westerwälder Seenplatte tussen de steden Hachenburg, Westerburg, Montabaur en Dierdorf. Het gebied ligt tussen de vierhonderd en 420 meter boven zeeniveau op een taludrijke hoogvlakte. Een deel van de meren werd in de zeventiende eeuw door monniken gegraven ter ontginning van het plaatselijke moerasgebied en ten behoeve van de kweekvisserij. De graaf Frederik van Wied (1618-1698) heeft vervolgens in 1650 de bestaande meren laten vergroten en een paar nieuwe visvijvers laten aanleggen.
Het gaat om de volgende zeven meren, die allen worden aangeduid met Weiher, gezien de geringe grootte van de oppervlaktewateren:
- Brinkenweiher
- Haidenweiher
- Hausweiher
- Hoffmannsweiher
- Postweiher
- Dreifelder Weiher (ook wel Seeweiher genoemd)
- Wölferlinger Weiher

De Dreifelder Weiher is met een oppervlakte van 123ha het grootst.